# Ploceus bicolor
El tejedor bicolor (Ploceus bicolor) es una especie de ave paseriforme de la familia Ploceidae. Se puede encontrar en numerosos países del África subsahariana.